# Unterseeboot 365
Le Unterseeboot 365 (ou U-365) est un sous-marin allemand (U-Boot) de type VII.C utilisé par la Kriegsmarine (marine de guerre allemande) pendant la Seconde Guerre mondiale.

## Construction
L'U-365 est un sous-marin océanique de type VII C. Construit dans les chantiers de Flensburger Schiffbau-Gesellschaft à Flensbourg, la quille du U-365 est posée le 21 avril 1942 et il est lancé le 9 mars 1943. L'U-365 entre en service trois mois plus tard.

## Historique
Mis en service le 8 juin 1943, l'Unterseeboot 365 reçoit sa formation de base sous les ordres du Kapitänleutnant Heimar Wedemeyer à Kiel en Allemagne au sein de la 5. Unterseebootsflottille jusqu'au 29 février 1944, puis l'U-365 intègre sa formation de combat dans la 9. Unterseebootsflottille à la base sous-marine de Brest, qu'il ne visitera jamais ; puis, à partir du 9 juin 1944, la 13. Unterseebootsflottille à Drontheim.
L'Unterseeboot 365 a effectué huit patrouilles dans lesquelles il a coulé un navire marchand ennemi de 7 540 tonneaux, trois navires de guerre ennemis pour un total de 1 355 tonnes et endommagé un navire de guerre ennemi de 1 710 tonnes au cours de ses 175 jours en mer.
En vue de sa préparation de sa première patrouille, l'U-365 quitte le port de Kiel le 19 février 1944 pour rejoindre quatre jours plus tard, le port de Bergen, la base sous-marine Bruno en Norvège le 22 février 1944.
Un mois plus tard, il reprend la mer pour sa première patrouille le 26 mars 1944. Après 11 jours en mer, il retourne à Bergen le 5 avril 1944.
Sept jours après son retour de sa septième patrouille, le 18 novembre 1944, le Kapitänleutnant Heimar Wedemeyer cède le commandement de l'U-365 à l'Oberleutnant zur See Diether Todenhagen.
Le 22 novembre 1944, l'U-365 appareille de Kilbotn pour sa huitième patrouille. Le 11 décembre 1944, il attaque et endommage le destroyer britannique HMS Cassandra. Deux jours plus tard, soit 22 jours après son départ de Kilbotn, l'U-365 est attaqué à son tour et est coulé le 13 décembre 1944 dans l'océan Arctique à l'est de Jan Mayen à la position géographique de 70° 43′ N, 8° 07′ E par des charges de profondeur lancées de deux avions torpilleurs Fairey Swordfish du porte-avions d'escorte britannique HMS Campania.
Les 50 membres d'équipage meurent dans cette attaque.

## Affectations successives
- 5. Unterseebootsflottille à Kiel du 8 juin 1943 au 29 février 1944 (entrainement)
- 9. Unterseebootsflottille à Brest du 1er mars au 8 juin 1944 (service actif)
- 13. Unterseebootsflottille à Drontheim du 9 juin au 13 décembre 1944 (service actif)

## Commandement
- Kapitänleutnant Heimar Wedemeyer du 8 juin 1943 au 17 novembre 1944
- Oberleutnant zur See Diether Todenhagen du 18 novembre au 13 décembre 1944

## Patrouilles
|       | Commandant               | Départ            | Départ      | Arrivée          | Arrivée     | Jours     | Succès   |
| ----- | ------------------------ | ----------------- | ----------- | ---------------- | ----------- | --------- | -------- |
|       | Kptlt. Heimar Wedemeyer  | 19 février 1944   | Kiel        | 22 février 1944  | Bergen      | 4 jours   |          |
| 1     | Kptlt. Heimar Wedemeyer  | 26 mars 1944      | Bergen      | 5 avril 1944     | Bergen      | 11 jours  |          |
| 2     | Kptlt. Heimar Wedemeyer  | 8 avril 1944      | Bergen      | 24 avril 1944    | Bergen      | 17 jours  |          |
| 3     | Kptlt. Heimar Wedemeyer  | 1er mai 1944      | Bergen      | 21 mai 1944      | Bergen      | 21 jours  |          |
|       | Kptlt. Heimar Wedemeyer  | 3 juin 1944       | Bergen      | 7 juin 1944      | Skjomenford | 5 jours   |          |
| 4     | Kptlt. Heimar Wedemeyer  | 23 juin 1944      | Skjomenford | 22 juillet 1944  | Hammerfest  | 30 jours  |          |
| 5     | Kptlt. Heimar Wedemeyer  | 5 août 1944       | Hammerfest  | 25 août 1944     | Hammerfest  | 21 jours  | 8 790    |
|       | Kptlt. Heimar Wedemeyer  | 27 août 1944      | Hammerfest  | 28 août 1944     | Narvik      | 2 jours   |          |
| 6     | Kptlt. Heimar Wedemeyer  | 6 septembre 1944  | Narvik      | 8 septembre 1944 | Bogenbucht  | 3 jours   |          |
| →     | Kptlt. Heimar Wedemeyer  | 28 septembre 1944 | Bogenbucht  | 3 octobre 1944   | Bogenbucht  | 6 jours   |          |
| 7     | Kptlt. Heimar Wedemeyer  | 7 octobre 1944    | Bogenbucht  | 8 octobre 1944   | Tromsö      | 2 jours   |          |
| →     | Kptlt. Heimar Wedemeyer  | 12 octobre 1944   | Tromsø      | 11 novembre 1944 | Kilbotn     | 31 jours  |          |
| 8     | Oblt. Diether Todenhagen | 22 novembre 1944  | Kilbotn     | 13 décembre 1944 | Coulé       | 22 jours  | 1 815    |
| Total | Total                    | Total             | Total       | Total            | Total       | 175 jours | 10 605 t |

Note : Oblt. = Oberleutnant zur See - Kplt. = Kapitänleutnant

### Opérations Wolfpack
L'U-365 a opéré avec les Wolfpacks (meute de loups) durant sa carrière opérationnelle.
1. Trutz (28 juin 1944 - 10 juillet 1944)
2. Greif (5 août 1944 - 18 août 1944)
3. Zorn (29 septembre 1944 - 1er octobre 1944)
4. Grimm (1er octobre 1944 - 2 octobre 1944)
5. Panther (18 octobre 1944 - 8 novembre 1944)
6. Stier (25 novembre 1944 - 13 décembre 1944)

## Navires coulés
L'Unterseeboot 365 a coulé un navire marchand ennemi de 7 540 tonneaux, trois navires de guerre ennemis pour un total de 1 355 tonnes et endommagé un navire de guerre ennemi de 1 710 tonnes au cours des huit patrouilles (164 jours en mer) qu'il effectua.
| Date             | Nom                 | Nationalité       | Tonnage (GRT) | Convoi | Fait      |
| ---------------- | ------------------- | ----------------- | ------------- | ------ | --------- |
| 12 août 1944     | Marina Raskova      | Union soviétique  | 5 685         | BD-5   | Coulé     |
| 12 août 1944     | T-118               | Marine soviétique | 625           | BD-5   | Coulé     |
| 12 août 1944     | T-114               | Marine soviétique | 625           | BD-5   | Coulé     |
| 5 décembre 1944  | BO-2                | Marine soviétique | 240           |        | Coulé     |
| 11 décembre 1944 | HMS Cassandra (R62) | Royal Navy        | 1 710         | RA-62  | Endommagé |

### Source et bibliographie
- (en) Cet article est partiellement ou en totalité issu de l’article de Wikipédia en anglais intitulé « German submarine U-365 » (voir la liste des auteurs).
- Chris Bishop, historien militaire (trad. de l'anglais par Christian Muguet), Les sous-marins de la Kriegsmarine : 1939-1945 : le guide d'identification des sous-marins [« The spellmount submarine identification guide : Kriegsmarine U-boats 1939-1945 »], Paris, Éd. de Lodi, 2008, 192 p. (ISBN 978-2-84690-327-1, OCLC 470721805, BNF 41298980)